# Zurab Popjadze
Zurab Tamázovich Popjadze (del ruso: Зураб Тамазович Попхадзе) (2 de junio de 1972 – 15 de enero de 2013) fue un futbolista profesional de Georgia que jugaba en la demarcación de defensa. Hizo su debut profesional en la Meore Liga en 1990 con el FC Hereti Lagodeji. También disputó cuatro partidos, los cuales ganó, con la selección de fútbol de Georgia.

## Muerte
Popjadze murió el 15 de enero de 2013, suicidándose por ahorcamiento debido a problemas familiares.

## Clubes

### Como jugador
| Club                              | País    | Año         |
| --------------------------------- | ------- | ----------- |
| FC Hereti Lagodeji                | Georgia | 1990 - 1991 |
| FC Kajeti Telavi                  | Georgia | 1991 - 1992 |
| FC Alazani Gurjaani               | Georgia | 1992 - 1994 |
| FC Metalurgi Rustavi              | Georgia | 1994 - 1996 |
| PFC Krylia Sovetov Samara         | Rusia   | 1997 - 2000 |
| FC Lokomotiv Nizhni Nóvgorod      | Rusia   | 2000        |
| FC Alania Vladikavkaz             | Rusia   | 2001        |
| FC Kryvbas                        | Ucrania | 2002 - 2003 |
| FC Metallurg-Kuzbass Novokuznetsk | Rusia   | 2004        |
| FC Hereti Lagodeji                | Georgia | 2008 - 2009 |

### Como entrenador
| Club               | País    | Año         |
| ------------------ | ------- | ----------- |
| FC Hereti Lagodeji | Georgia | 2010 - 2013 |